# Frank Rinck
Frank Rinck (* 4. November 1986 in Stade) ist ein deutscher Politiker (AfD) und seit 2021 Mitglied des Deutschen Bundestages. Von Mai 2022 bis April 2024 war er Landesvorsitzender der AfD Niedersachsen.

## Ausbildung und Beruf
Rinck schloss 2005 seine Ausbildung zum Landwirt ab. 2006 absolvierte er seinen Wehrdienst bei den Panzeraufklärern. Seit 2019 ist er im Bereich der landwirtschaftlichen Lohndienstleistungen selbstständig. Dabei führt er mit seiner Frau einen Agrarbetrieb in Uelzen.

## Politische Tätigkeiten
2015 trat Rinck in die AfD ein. Von 2016 bis 2019 war er 1. Stellvertretender Vorsitzender des Kreisverbandes Lüchow-Dannenberg / Lüneburg und Kreistagsabgeordneter in Lüneburg für die AfD. Von 2018 bis 2019 war er Fraktionsvorsitzender der Kreistagsfraktion. Bei der Landtagswahl in Niedersachsen 2017 war er auf Platz 11 der Landesliste seiner Partei, zog aber nicht in das Parlament ein. Von 2018 bis 2020 war er Beisitzer im Landesvorstand der AfD Niedersachsen. Von 2020 bis 2021 war er 2. Stellvertretender Vorsitzender des AfD-Kreisverbandes Uelzen. Seit 2021 ist er Kreisvorsitzender der AfD Uelzen.
Bei der Bundestagswahl 2021 erreichte er mit 7,1 % der Erststimmen im Bundestagswahlkreis Hildesheim den vierten Platz und verpasste damit das Direktmandat. Jedoch zog er über den zweiten Platz der Landesliste Niedersachsen seiner Partei in den 20. Deutschen Bundestag ein.
Mit 77 % wurde Rinck auf einem Sonderparteitag am 28. Mai 2022 zum Landesvorsitzenden der AfD Niedersachsen gewählt. In diesem Amt wurde er im April 2024 von Ansgar Schledde abgelöst.

## Politische Positionen
Rinck setzte seinen Schwerpunkt auf Agrar- und Umweltpolitik.

## Privates
Rinck ist konfessionslos, verheiratet und Vater zweier Kinder.

## Kontroversen
Das Amtsgericht Lüneburg entzog Frank Rinck im Jahre 2016 die Fahrerlaubnis. Dennoch fiel Rinck im Jahre 2020 bei einem Wildunfall in der Nähe von Burgdorf und 2021 bei einer Geschwindigkeitsübertretung auf der Bundesstraße 4 im Landkreis Uelzen als Autofahrer auf. Im Juni 2022 wurde ein Strafbefehl rechtskräftig, mit dem das Amtsgericht Uelzen Rinck auf Antrag der Staatsanwaltschaft Lüneburg wegen zweimaligen Fahrens ohne Fahrerlaubnis zu einer Geldstrafe von 8100 Euro verurteilte.